# Wat Chiang Yuen

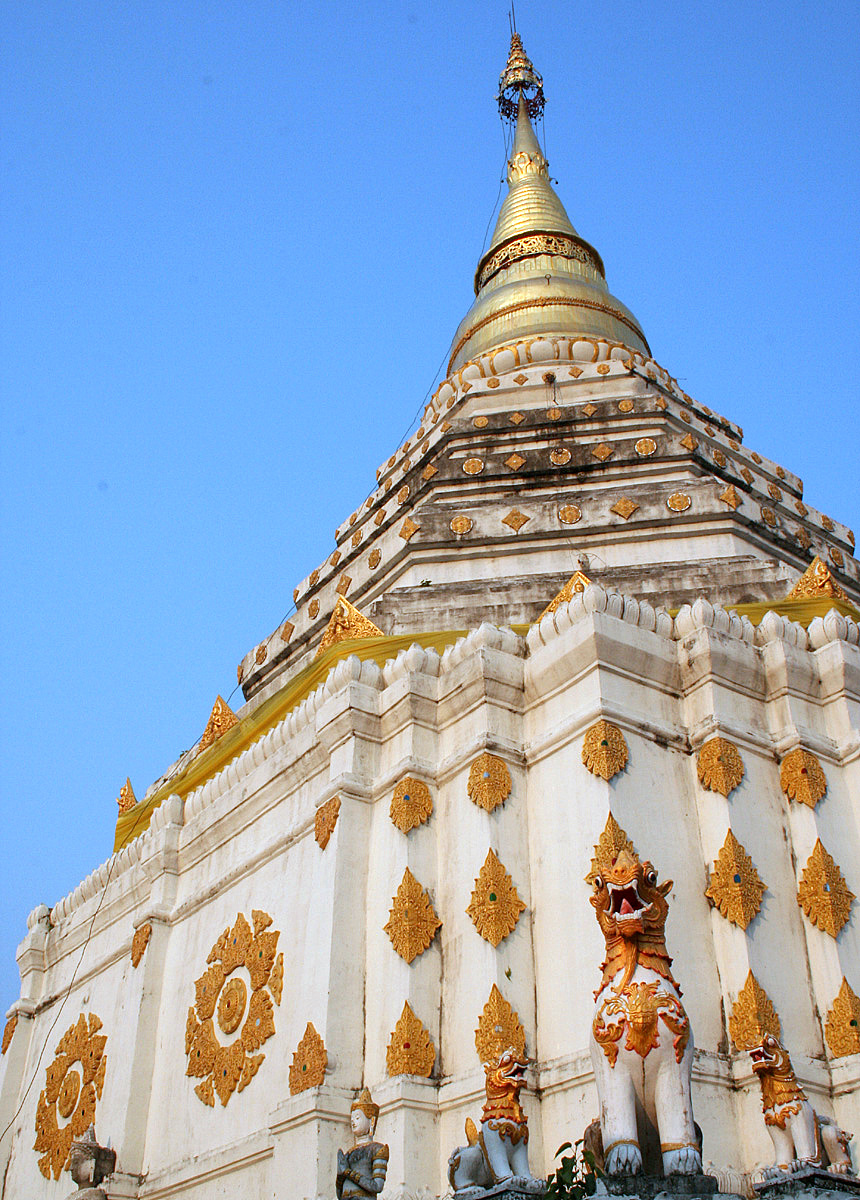
Chedi des Wat Chiang Yun in Chiang Mai, Thailand

Wat Chiang Yuen (Thai: วัดเชียงยืน) ist ein buddhistischer Tempel in Chiang Mai, der nördlichen Provinzhauptstadt Thailands. Er befindet sich nördlich der von Mauer und Wassergraben eingefassten Altstadt, etwa 600 Meter östlich des Wat Lok Mo Li.
Das Jahr der Begründung dieses Tempels ist unbekannt. Seine geschichtliche Bedeutung erlangte er jedoch als National-Tempel des Königreiches von Chiang Mai: vor der Krönung begab sich der neue Herrscher zu diesem Tempel. Dort zollte er der Buddha-Statue mit dem Namen Phra Sapphanyu Chao (พระสัพพัญญูเจ้า) seinen Respekt, um für Glück und eine erfolgreiche Regentschaft zu beten. Buddha-Reliquien wurden dem Tempel unter der Herrschaft von König Phraya Kaeo (auch Phra Mueang Kaeo, พระเมืองแก้ว, reg. 1495–1526) zur Verwahrung übergeben.
Der Tempel wurde infolge der burmesischen Eroberung Chiang Mais Ende des 18. Jahrhunderts aufgegeben. Nachdem Chiang Mai unter König Kawila (Phaya Kawila พญากาวิละ, mitunter auch „Phraya Wachiraprakan“) seine Eigenständigkeit neu erlangte, wurde der Tempel im Jahr 1794 restauriert.
Dominierendes architektonisches Merkmal ist heute eine weiß getünchte Chedi, die aufgrund ihrer erhöhten, von Wächterlöwen in birmanischem Stil („Chinthe“) umstandenen Basis weithin sichtbar ist. Die Basis der Chedi ist quadratisch, der Mittelteil oktogonal.